# Aernout Broekhuysen
Jan Aernout Broekhuysen (Noordgouwe, 1 augustus 1940) is een kapitein-ter-zee b.d., was intendant der Koninklijke Paleizen en de laatste particulier secretaris van prins Bernhard. 

## Biografie
Broekhuysen was een zoon van kapitein-ter-zee b.d. Jan Gerard Broekhuysen (1904-1991) en jkvr. Cornelia van Citters (1908-1998), telg uit het geslacht Van Citters. Hij voer op verschillende schepen en deed laatstelijk dienst als hoofd technische dienst. Vanaf eind 1976 was hij werkzaam op het ministerie en belast met personeelszaken van de marine. Hij werd per 12 juli 1979 adjudant van prins Bernhard en in 1980, na de inhuldiging, adjudant van koningin Beatrix; bij de inhuldiging van Beatrix was hij een van de vier mensen die de koningsmantel droegen. Hij keerde later enkele jaren terug in de marine. In 1987 werd hij benoemd als intendant der Koninklijke Paleizen. In 1996 werd hij secretaris van prins Bernhard en vervulde deze functie tot het overlijden van de prins.
Broekhuysen werd bij de lintjesregen van 1995 benoemd tot Officier in de Orde van Oranje-Nassau. Op 6 oktober 2005 ontving Broekhuysen het Erekruis en op 25 februari 2009 het Groot Erekruis in de Huisorde van Oranje uit handen van koningin Beatrix. Dit laatste was ter gelegenheid van zijn afscheid als voormalig intendant van Kasteel Drakensteyn in Lage Vuursche. Drakensteyn werd in 1959 gekocht en het koninklijk gezin heeft er vanaf 1963 gewoond tot de troonsaanvaarding in 1980. Het groot onderhoud dat werd gepleegd vanaf 2006 gebeurde onder leiding van Broekhuysen.
Broekhuysen is getrouwd met Claudine Crommelin (1941), dochter van de burgemeester mr. Frederik Reinhard Crommelin (1910-1983) en telg uit het geslacht Crommelin, met wie hij verschillende kinderen heeft.